# Guillemots
Guillemots je britská rocková hudební skupina, založená v roce 2004 v Londýně. Původní sestavu tvořili Fyfe Dangerfield (zpěv), Aristazabal Hawkes (kontrabas), Greig Stewart (bicí) a MC Lord Magrão (různé nástroje). Své první album nazvané Through the Windowpane skupina vydala v roce 2006; následovala alba Red (2008), Walk the River (2011) a Hello Land! (2012). Za své první album byla skupina nominována na cenu Mercury Prize.